# Státní znak San Marina
Státní znak San Marina pochází pravděpodobně ze 14. století. Na modrém štítu jsou tři zelené hory s třemi stříbrnými věžemi. Každá z věží je ozdobena stříbrným pštrosím perem. Štít je obklopen dubovou a vavřínovou ratolestí. Na štít je položená koruna, pod ním je zlatý nápis „LIBERTAS” (česky Svoboda) na stříbrné stuze
Hory znázorňují jednotlivé vrcholky (La Guaita, La Cesta a La Montale) hory Monte Titano, na kterých vznikly zárodky San Marina. Ratolestí vyjadřují stálost republiky a obranu její svobody. Koruna symbolizuje suverenitu státu. Motto má připomínat, že San Marino vzniklo poté, co tu jeho zakladatel hledal svobodu.
Státní znak je součástí státní sanmarinské vlajky.

## Znaky sanmarinských obcí
San Marino se člení na 9 samosprávných obcí (italsky castello, plurál castelli, česky hrad). Stejně jako je státní znak součástí státní vlajky, jsou i znaky obcí součástí obecních vlajek.

Acquaviva
Borgo Maggiore
Domagnano
Faetano
Fiorentino
Chiesanuova
Montegiardino
Hlavní město San Marino
Serravalle